# 安蒂蘇尤
安蒂蘇尤（克丘亞語：Anti Suyu；西班牙語：Antisuyu／Andesuyu），印加帝國四大行政區之一。印加人以國都庫斯科為中心，東面有一省份稱為「安蒂」，因以把東面部份稱為「安蒂蘇尤」。